# Сулук
Сулук (на китайски: 蘇祿; на пинин: Sulu) е каган на Тюргешкия каганат, управлявал през 715-738 година.
Още в началото на своето управление той консолидира силите на каганата и възстановява тюргешкия контрол в Таримския басейн. Управлението му се смята за периодът на най-голям разцвет на Тюргешкия каганат.
Сулук е убит от метежници през 738 година и е наследен от сина си Тукарсан Кутшор.